# Test di Cooper
Il test di Cooper è un test utilizzato nell'attività sportiva ideato nel 1968 dal medico della NASA Kenneth H. Cooper, per usi militari.
Nella sua forma originale, il test prevede che si corra per dodici minuti cercando di coprire la massima distanza possibile. Al fine di misurare la resistenza dell'atleta in modo attendibile, il soggetto dovrebbe correre con passo costante, piuttosto che fare una serie di sprint.
I risultati del test, in rapporto all'età e al sesso del soggetto, ne danno una stima approssimata delle condizioni fisiche. Il risultato è anche correlato al massimo consumo di ossigeno dell'atleta, calcolabile tramite la seguente formula:
{\displaystyle {\text{VO}}_{2}\max ={\frac {d-505}{45}}}
dove d è la distanza percorsa in 12 minuti espressa in metri.
Il test viene spesso proposto nelle scuole (solitamente nelle scuole medie e nelle scuole superiori) dagli insegnanti di educazione fisica ai propri alunni e non è oggetto di valutazione.

## Tabelle di riferimento
Esistono diverse tabelle che indicano i risultati del test di Cooper. Di seguito sono riportate due tabelle di esempio, la prima si riferisce alle persone di età compresa tra i 13 e i 50 anni, mentre la seconda si riferisce agli atleti. I possibili risultati del test sono molto bene, bene, normale, male e malissimo.
|       |   | Molto bene | Bene          | Normale       | Male          | Malissimo |
| ----- | - | ---------- | ------------- | ------------- | ------------- | --------- |
| 13-14 | M | 2600+ m    | 2300 – 2599 m | 2100 – 2299 m | 2000 – 2099 m | <2000 m   |
| 13-14 | F | 2000+ m    | 1900 – 2000 m | 1600 – 1899 m | 1500 – 1599 m | <1500 m   |
| 15-16 | M | 2800+ m    | 2500 – 2800 m | 2300 – 2499 m | 2200 – 2299 m | <2200 m   |
| 15-16 | F | 2100+ m    | 2000 – 2100 m | 1700 – 1999 m | 1600 – 1699 m | <1600 m   |
| 17-20 | M | 3000+ m    | 2700 – 3000 m | 2500 – 2699 m | 2300 – 2499 m | <2300 m   |
| 17-20 | F | 2300+ m    | 2100 – 2300 m | 1800 – 2099 m | 1700 – 1799 m | <1700 m   |
| 20-29 | M | 2800+ m    | 2400 – 2800 m | 2200 – 2399 m | 1600 – 2199 m | <1600 m   |
| 20-29 | F | 2700+ m    | 2200 – 2700 m | 1800 – 2199 m | 1500 – 1799 m | <1500 m   |
| 30-39 | M | 2700+ m    | 2300 – 2700 m | 1900 – 2299 m | 1500 – 1899 m | <1500 m   |
| 30-39 | F | 2500+ m    | 2000 – 2500 m | 1700 – 1999 m | 1400 – 1699 m | <1400 m   |
| 40-49 | M | 2500+ m    | 2100 – 2500 m | 1700 – 2099 m | 1400 – 1699 m | <1400 m   |
| 40-49 | F | 2300+ m    | 1900 – 2300 m | 1500 – 1899 m | 1200 – 1499 m | <1200 m   |
| 50+   | M | 2400+ m    | 2000 – 2400 m | 1600 – 1999 m | 1300 – 1599 m | <1300 m   |
| 50+   | F | 2200+ m    | 1700 – 2200 m | 1400 – 1699 m | 1100 – 1399 m | <1100 m   |

|         | Molto bene | Bene          | Normale       | Male          | Malissimo |
| ------- | ---------- | ------------- | ------------- | ------------- | --------- |
| Maschi  | 3700+ m    | 3400 – 3700 m | 3100 – 3399 m | 2800 – 3099 m | <2800 m   |
| Femmine | 3000+ m    | 2700 – 3000 m | 2400 – 2699 m | 2100 – 2399 m | <2100 m   |